# 池内町 (名古屋市)
池内町（いけうちちょう）は、愛知県名古屋市熱田区の地名。丁番を持たない単独町名である。住居表示実施。

## 地理
名古屋市熱田区北東部に位置する。東は昭和区、西は沢下町、南は六野一丁目、北は桜田町に接する。

## 歴史

### 町名の由来
熱田東町の字池内に由来する。

### 沿革
- 1925年（大正14年）8月5日 - 南区熱田東町・中区御器所町の各一部により、南区池内町として成立[1]。
- 1937年（昭和12年）10月1日 - 熱田区に編入され、同区池内町となる[1]。
- 1942年（昭和17年）9月20日 - 御器所町の一部を編入する[1]。
- 1958年（昭和33年）1月16日 - 一部が昭和区池内町となる[1]。
- 1972年（昭和47年）8月1日 - 昭和区池内町が福江三丁目に編入され、消滅[4]。
- 1979年（昭和54年）6月3日 - 六野町の一部を編入する[1]。また、一部が沢下町および桜田町に編入される[1]。

## 世帯数と人口
2018年（平成30年）12月1日現在の世帯数と人口は以下の通りである。
| 町丁   | 世帯数  | 人口  |
| ------ | ------- | ----- |
| 池内町 | 132世帯 | 233人 |

### 人口の変遷
国勢調査による人口および世帯数の推移。
| 1995年（平成7年）  | 158世帯 381人 |  |
| 2000年（平成12年） | 148世帯 342人 |  |
| 2005年（平成17年） | 135世帯 275人 |  |
| 2010年（平成22年） | 86世帯 198人  |  |
| 2015年（平成27年） | 117世帯 246人 |  |

## 交通
- 愛知県道29号弥富名古屋線（八熊通）

## 施設
- 岡崎信用金庫熱田支店
- 池内北公園

1982年（昭和57年）4月1日供用開始。
- 池内南公園

1980年（昭和55年）4月1日供用開始。

## 学区
市立小・中学校に通う場合、学校等は以下の通りとなる。また、公立高等学校に通う場合の学区は以下の通りとなる。なお、小学校は学校選択制度を導入しておらず、番毎で各学校に指定されている。
| 小学校                                    | 中学校               | 高等学校 |
| ----------------------------------------- | -------------------- | -------- |
| 名古屋市立高蔵小学校 名古屋市立旗屋小学校 | 名古屋市立沢上中学校 | 尾張学区 |

## その他

### 日本郵便
- 郵便番号 : 456-0005[WEB 3]（集配局：熱田郵便局[WEB 14]）。

### WEB
1. ↑  “愛知県名古屋市熱田区の町丁・字一覧”.   人口統計ラボ. 2017年7月23日閲覧。
2. 1 2  “町・丁目(大字)別、年齢(10歳階級)別公簿人口(全市・区別)”.   名古屋市 (2018年12月20日). 2019年1月6日閲覧。
3. 1 2  “郵便番号”.  日本郵便. 2019年1月6日閲覧。
4. ↑  “市外局番の一覧”.   総務省. 2019年1月6日閲覧。
5. ↑  名古屋市役所市民経済局地域振興部住民課町名表示係 (2015年10月21日). “熱田区の町名一覧”.   名古屋市. 2017年7月23日閲覧。
6. ↑  総務省統計局 (2014年3月28日). “平成7年国勢調査の調査結果(e-Stat) - 男女別人口及び世帯数 －町丁・字等” (CSV). 2021年7月20日閲覧。
7. ↑  総務省統計局 (2014年5月30日). “平成12年国勢調査の調査結果(e-Stat) - 男女別人口及び世帯数 －町丁・字等” (CSV). 2021年7月20日閲覧。
8. ↑  総務省統計局 (2014年6月27日). “平成17年国勢調査の調査結果(e-Stat) - 男女別人口及び世帯数 －町丁・字等” (CSV). 2021年7月21日閲覧。
9. ↑  総務省統計局 (2012年1月20日). “平成22年国勢調査の調査結果(e-Stat) - 男女別人口及び世帯数 －町丁・字等” (CSV). 2021年7月21日閲覧。
10. ↑  総務省統計局 (2017年1月27日). “平成27年国勢調査の調査結果(e-Stat) - 男女別人口及び世帯数 －町丁・字等” (CSV). 2021年7月21日閲覧。
11. 1 2  “都市公園の名称、位置及び区域並びに供用開始の期日” (2019年5月1日). 2019年11月3日閲覧。
12. ↑  “市立小・中学校の通学区域一覧”.   名古屋市 (2018年11月10日). 2019年1月14日閲覧。
13. ↑  “平成29年度以降の愛知県公立高等学校（全日制課程）入学者選抜における通学区域並びに群及びグループ分け案について”.   愛知県教育委員会 (2015年2月16日). 2019年1月14日閲覧。
14. ↑  郵便番号簿 平成29年度版 - 日本郵便. 2019年01月06日閲覧 (PDF)

### 書籍
1. 1 2 3 4 5 6 7  名古屋市計画局 1992, p. 809.
2. 1 2  「角川日本地名大辞典」編纂委員会 1989, p. 1443.
3. ↑  名古屋市計画局 1992, p. 417.
4. ↑  名古屋市計画局 1992, p. 800.